# Bündelrevolver

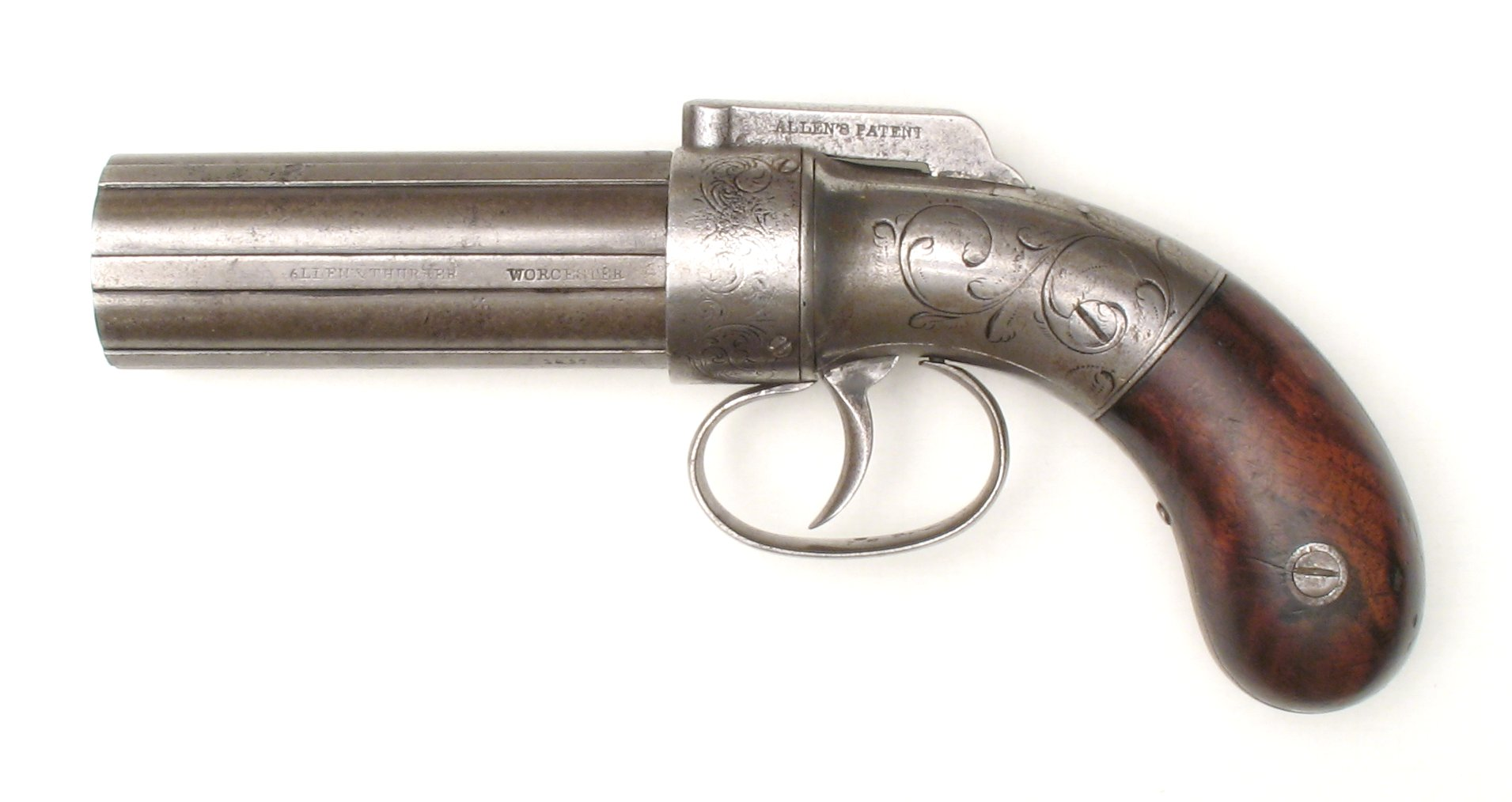
Sechsläufige Pepperbox von Allen & Thurber (Worcester)

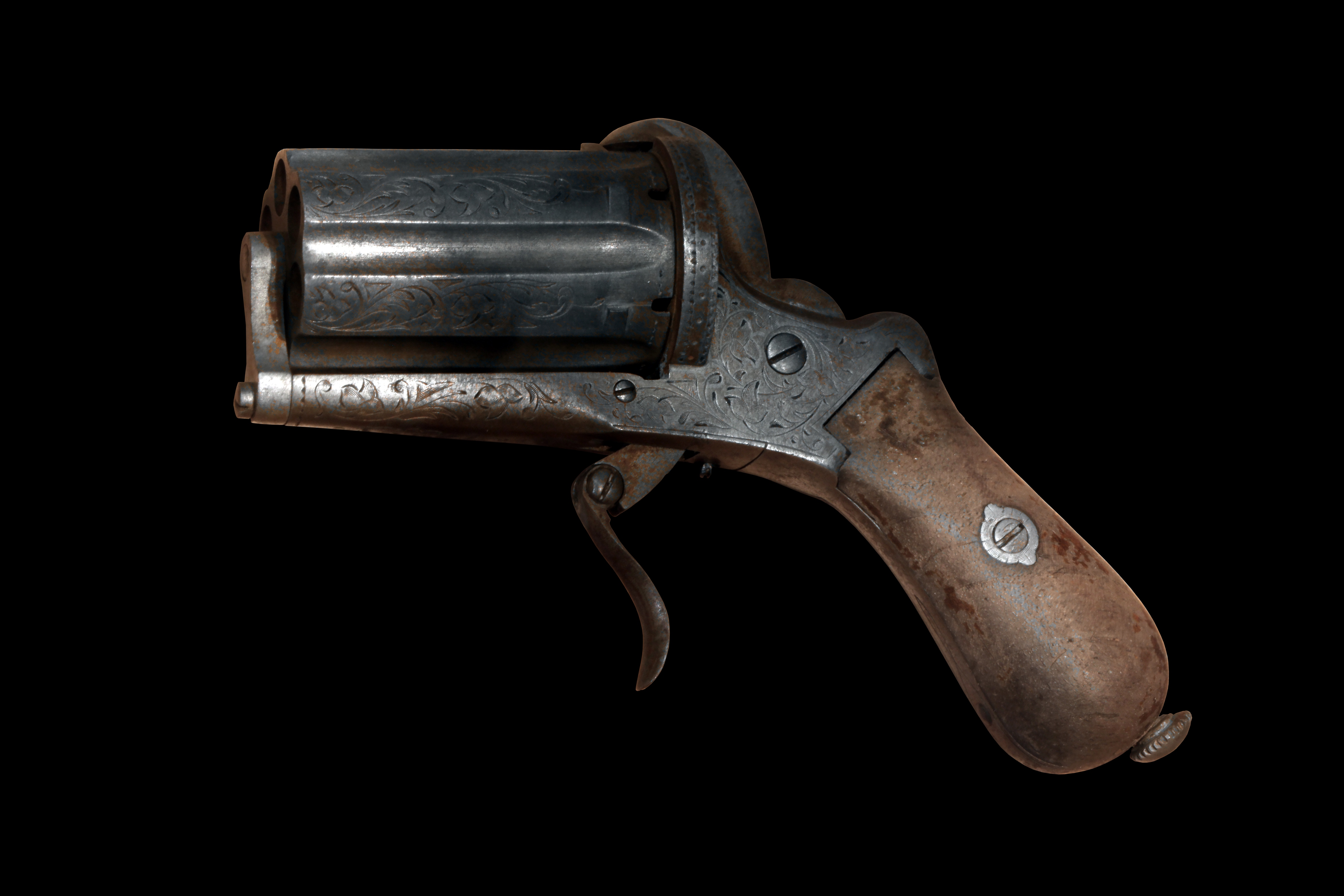
Lefaucheux-Bündelrevolver für Stiftfeuerpatronen

Ein Bündelrevolver (auch Pepperbox genannt) ist eine Handfeuerwaffe, die mehrere um eine Achse angeordnete Läufe hat – im Gegensatz zu einem normalen Revolver, der über einen Lauf und eine Trommel mit mehreren Trommelkammern verfügt. Nach jedem Schuss wird beim Bündelrevolver das ganze Laufbündel um eine Station weiter gedreht.
Vorläufer der Bündelrevolver waren Wendepistolen mit gewöhnlich zwei und selten mit drei Läufen. Es gab ein Schloss, der zum Abschuss bestimmte Lauf wurde vor das Schloss gedreht. Ab 1770 wurden in England mehrläufige Bündelrevolver gebaut. Es waren Steinschlosswaffen; das Laufbündel musste von Hand gedreht werden. Diese Bündelrevolver waren noch zu fragil, um gebrauchstauglich zu sein.
Es gibt Spezialmodelle, die sehr viele, in zwei Lagen um die Achse angeordnete Läufe haben. Bei anderen Modellen stellt die Achse selbst auch einen Lauf dar; sie hat dann in der Regel ein größeres Kaliber und ist häufig mit Schrot geladen.
Bündelrevolver wurden vor den normalen Revolvern erfunden und waren Anfang des 19. Jahrhunderts üblich. Die Weiterentwicklung ist in den nach diesem Prinzip funktionierenden Gatling-Guns bzw. Miniguns zu sehen.
Ein bekannter Hersteller dieser Waffenart war der amerikanische Waffenhersteller Jacob Rupertus.